# Matthias Slunitschek

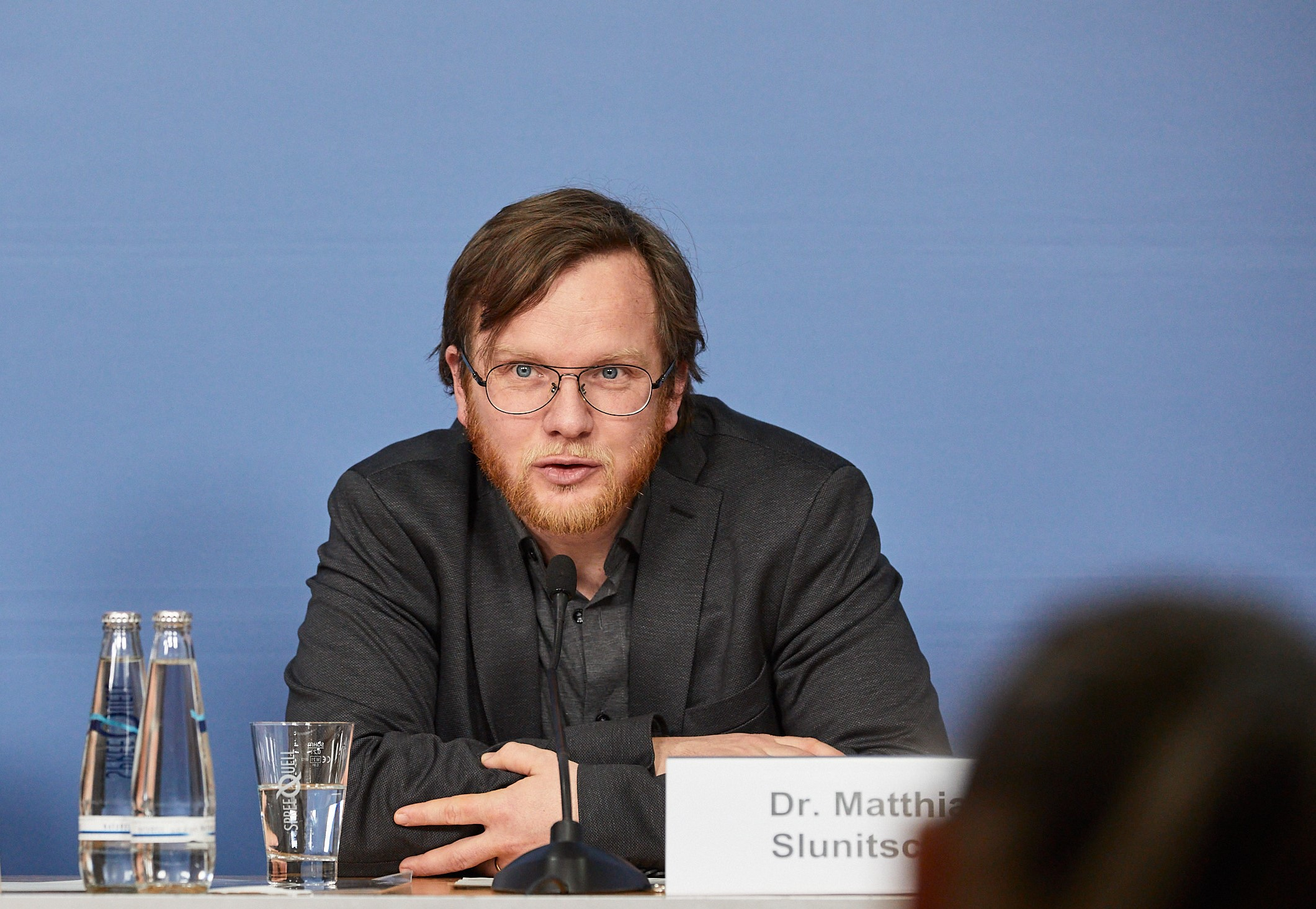
Matthias Slunitschek bei einer Projektvorstellung im Haus der Bundespressekonferenz 2021.

Matthias Slunitschek (* 1985 in Reutlingen) ist ein deutscher Autor und Verleger des Molino Verlags.

## Leben
Slunitschek wuchs als Sohn des Sonderschulpädagogen Josef Slunitschek in Reutlingen auf. Er studierte an der Ruprecht-Karls-Universität Heidelberg Musikwissenschaft und Germanistik. Von 2012 bis 2014 wurde er durch die Stadt Reutlingen mit einem Hermann-Kurz-Stipendium gefördert. 2017 erhielt er für seine literaturwissenschaftliche Dissertation Poesie der Wirklichkeit. Studien zum Frühwerk von Hermann Kurz (1813–1873) den Gustav-Schwab-Preis des Schwäbischen Heimatbundes. 2024 verfasste er für den Vier-Türme-Verlag die autorisierte Biografie von Anselm Grün. Slunitschek gründete 2018 den Molino Verlag, wo er als Geschäftsführer, Verleger und Lektor tätig ist. 
Er hat vier Kinder, lebt in Schwäbisch Hall-Steinbach und ist Public Relations Officer im dortigen Round Table.

## Auszeichnungen
- Gustav-Schwab-Preis 2017 für seine Studien zum Frühwerk von Hermann Kurz

## Bücher
- Mönch und Mensch – Anselm Grün Vier-Türme-Verlag, Münsterschwarzach 2024, ISBN 978-3-7365-0576-6.
- mit Takeo Ischi: Der jodelnde Japaner. Autobiografie. Molino Verlag, Schwäbisch Hall / Sindelfingen 2024, ISBN 978-3-948696-64-1.
- Schwäbisch Hall – Schönheit am Kocher (mit Fotos von Stefan Weigand) Molino, Schwäbisch Hall 2024, ISBN 978-3-948696-91-7.
- Friedel auf der Streuobstwiese (mit Bildern von Andrea Deininger) Molino, Schwäbisch Hall 2022, ISBN 978-3-948696-18-4.
- Friedel, das Schwäbisch-Hällische Landschweinchen (mit Bildern von Andrea Deininger) Molino, Schwäbisch Hall 2022, ISBN 978-3-9820231-0-6.
- Hermann Kurz und die 'Poesie der Wirklichkeit'. Studien zum Frühwerk, Texte aus dem Nachlass De Gruyter, Berlin 2017, ISBN 978-3-11-054323-0.
- Akteure eines Umbruchs, Band 5 – Männer und Frauen der Revolution von 1848/49 (mit weiteren Autoren) Fides, Berlin 2016, ISBN 978-3-931363-19-2.